# Olympische Winterspiele 1976/Teilnehmer (Argentinien)
| Gelbes Symbol für Goldmedaillen mit stilisierten Olympischen Ringen | Graues Symbol für Silbermedaillen mit stilisierten Olympischen Ringen | Braundes Symbol für Bronzemedaillen mit stilisierten Olympischen Ringen |
| ------------------------------------------------------------------- | --------------------------------------------------------------------- | ----------------------------------------------------------------------- |
| —                                                                   | —                                                                     | —                                                                       |

Argentinien nahm an den Olympischen Winterspielen 1976 im österreichischen Innsbruck mit einer Delegation von acht männlichen Athleten teil.

## Teilnehmer nach Sportarten

### Ski Alpin
Herren:
- Walter Dei Vecchi
Slalom: DNF
- Carlos Alberto Martínez
Abfahrt: 47. Platz – 1:54,62 min
Riesenslalom: DNF
Slalom: DNF
- Juan Angel Olivieri
Abfahrt: 39. Platz – 1:52,76 min
Riesenslalom: DNF
Slalom: DNF
- Adrián Roncallo
Abfahrt: DNF
Riesenslalom: 42. Platz – 4:00,62 min
- Luis Rosenkjer
Abfahrt: 31. Platz – 1:50,87 min
Riesenslalom: 32. Platz – 3:48,16 min
Slalom: DNF

### Ski Nordisch

#### Langlauf
Herren:
- Marcos Luis Jerman
15 km: 71. Platz – 53:43,34 min
30 km: 65. Platz – 1:47:56,17 h
- Martín Tomás Jerman
15 km: 74. Platz – 1:00:07,39 h
- Matías José Jerman
15 km: DNF